# Ženitba (Gogol)
Ženitba (rusky Женитьба) je satirická komedie o dvou dějstvích od ruského spisovatele Nikolaje Vasiljeviče Gogola. Byla napsána roku 1835 a poprvé uvedena na scénu 1842. Ústředním tématem je snaha staromládence Podkolesina o mladou, ovšem stárnoucí Agafiu, která by ovšem bez obdivuhodné pomoci jeho přítele a bývalého nápadníka stejné dívky Kočkareva, přišla vniveč. Podtitul tohoto dramatu (Poměrně neuvěřitelná událost) kromě všeho napovídá o závěru hry.
Ženitba je do určité míry tendenční hrou.[zdroj⁠?!] Z hry se může čtenář mnohé dozvědět o tehdejší ruské pokřivené peněžní morálce, která převyšuje hodnoty duchovního života a mezilidského porozumění. Některé z motivů jsou dodnes aktuální. Kupříkladu zbabělost, lenost a přehnaná očekávání Podkolesina bránící mu naplnění touhy po nevěstě a dětech.

## Postavy
- Ivan Kuzmič Podkolesin – úředník, chce se ženit, nerozhodný, zbabělý, znuděný životem, snadno ovlivnitelný
- Agafia Tichonovna Kuperdaginová – dcera Tichonova Pantelejmonoviče, shání manžela šlechtice, rozháraná postava (mění často rozhodnutí), velmi plachá, má problém ostatní odmítnout
- Kočkarev – přítel Podkolesina, Pomáhá Podkolesinovi oženit se tím, že ho k tomu dožene a sabotáží a klamáním ostatních ženichů. Nemá dobré vztahy s dohazovačkou, protože mu nalezla manželku, s níž není spokojen.
- Arina Pantelejmonova – Agafiina teta. Snaží se jí pomoci ke správnému rozhodnutí. Doporučuje jí Starika.
- Fiokla Ivanovna (Tekla) – dohazovačka povoláním, přikrášluje pravdu
- Nikanor Ivanovič Alenčin – důstojník ve výslužbě, jeden z ženichů. Nejeví příliš velký zájem. Poté, co se dozvídá, že nevěsta neumí francouzsky, ztrácí zájem. Sám francouzsky neumí.
- Ivan Pavlovič Smaženice – exekutor, jeden z ženichů, nepříliš dobrý vzhled. Jde mu jenom o věno.
- Alexander Ditmirevič Starik – obchodník s látkami, jeden z ženichů. Agafia o něj nemá zájem, neboť se nejedná o šlechtice.
- Baltazár Baltazárovič Ževakin – voják ve výslužbě, smutný ze samoty, služil u námořnictva. Agafia se mu líbí, neboť má rád mírně tlusté ženy. Jeví velký zájem, nechává se Kočkorevem oklamat, a tak se vzdává.
- Stepan – Podkolesinův sluha
- Duňaška – Agafiina služka

## Rozhlasová adaptace
- 1982 Překlad: Leoš Suchařípa, Rozhlasová úprava: Jiří Hubička, Dramaturgie: Pavel Minks, Režie: Jan Lorman. Osoby a obsazení: Agáta, obchodníkova dcera, nevěsta (Iva Janžurová), Arina, její teta (Jiřina Jirásková), Tekla, dohazovačka (Dana Medřická), Podkolatov, vládní rada (Jiří Hálek), Kočkarev, jeho přítel (Jiří Sovák), Nenažraný, přednosta hospodářsko-správního odboru (Soběslav Sejk), Onučkin, bývalý důstojník pěchoty (Jaroslav Kepka), Žvanikin, bývalý námořní poručík (Lubomír Lipský), Duňaša, služka (Sylva Sequensová) a Štěpán, sluha (Svatopluk Skládal)[1]

## Opera
Podle komedie napsal roku 1952 český skladatel Bohuslav Martinů stejnojmennou operu.